# Grønlandsk musik
Grønlandsk musik er en blanding af to væsentlige strenge, inuit og dansk, med indflydelse fra USA og Storbritannien. Det største pladeselskab var tidligere ULO fra Sisimiut, som blev dannet af Malik Høgh og Karsten Sommer. ULO udsendte musik såvel fra grønlandske rockbands som Sumé, popsangere som Rasmus Lyberth, hiphopgrupper som Nuuk Posse samt inuit folkemusik. Elementer fra moderne grønlandsk musik er også blevet brugt af jazzmusikeren Kristian Blak. I dag er Atlantic Music den største grønlandske musikproducent.
Karakteren af den grønlandske musik er af den danskfødte trommeslager Hans Rosenberg blevet beskrevet som "definitivt et rockland, både musikalsk og bogstaveligt" (med det sidste hentydes til, at rock betyder "klippe"). Det danske udenrigsministerium beskriver al grønlandsk musik, bortset fra trommedans som påvirket af udefrakommende strømninger.

## Folkemusik
Inuitter og danskere i Grønland har opretholdt deres særlige former for folkemusik. De folkelige traditioner fra hele landet omfatter historiefortælling, som gik betragteligt tilbage efter starten af a/s Sydgrønlands Bogtrykkeri i 1857.
Den traditionelle musik, der bedst har klaret mødet med den europæiske kontakt, findes mod øst og nordøst på øen. Den omfatter blandt andet religiøst inspirerede trommedanse spillet på en oval tromme lavet af en træramme overspændt med en bjørneblære. Trommedans er "den eneste egentlig oprindelige musik" fra Grønland, og den spilles som en del af en nutidig tendens til at undersøge rødderne. Shamaner brugte trommer som en del af deres religiøse ceremonier, og der blev ind imellem organiseret sangdueller mellem rivaler, hvor den optrædende vandt, der fik latteren med sig fra publikum. Inuit-trommedanse har været en vigende tradition, og i det moderne Grønland har amatørteatergrupper som Silamiut overtaget med elementer af den oprindelige musik med masker, ansigtsmaling og andre teknikker. Piseq er en form for personlig sang, der kommenterer dagliglivet; disse sange er ofte blevet videregivet fra generation til generation. Grønlandske inuit folkesange fremføres for at fortælle historier, spille spil, drille eller charmere andre personer.

### Inuitternes musik
Inuitterne i Grønland deler en musikalsk tradition med beslægtede folkeslag i canadiske territorier som Yukon, Nunavut og Nordvestterritoriet, videre over Alaska til dele af det østlige Rusland. Grønlandske inuitter er en del af de østarktiske inuitter; de østarktiske inuitter i Canada og Alaska er en del af det musikalske område, der også omfatter de centralarktiske inuitter i modsætning til den specielle stil hos de vestarktiske inuitter.
De grønlandske inuitters musik er hovesagelig baseret på sang og trommer, hvor trommerne især bruges ved større festligheder og sammenkomster. Selv om der findes meget vokal folkemusik, er der ikke nogen inuitisk tradition for instrumentalmusik; instrumenter bruges altid som akkompagnement til sang eller dans. Grønlandske trommer består primært af trærammer overspændt med dyreskind og dekoreret af trommeslageren med dekorative og symbolske motiver. Som supplement til trommen møder man ofte fløjter, brummere og lignende, mens jødeharpe og violin undertiden ses, sandsynligvis i form af nyere import.

#### Trommedans
Grønlandske trommedanse baseres, som det også ses i det østlige og centrale Canada, på en enkelt danser, der undervejs i dansen sammensætter sange sunget i hans familie. Dette foregår normalt i en qaggi, et hus af sne, der opføres netop med henblik på begivenheder som trommedansen. Mændenes færdigheder i trommedansen bedømmes ud fra deres udholdenhed i de langvarige optrædener samt kompositionernes natur. Trommedanse er et betydeligt element i inuitternes kulturelle sammenhold i Grønland og fungerer som personligt udtryk, ren underholdning og social godkendelse.
Mange trommedanse indeholder et konkurrenceelement, hvor to sangbrødre på humoristisk vis synger og danser, samtidig med at de gør nar ad hinanden. Der er normalt tale om en munter, selskabelig begivenhed, men det kan også være med til at afgøre alvorlige tvister mellem familier eller enkeltpersoner, der har stridigheder kørende. I så fald er vittighederne omhyggeligt forberedte, og den deltager, der vækker mest latter blandt tilhørerne, regnes for sejrherre.

#### Andre inuitiske folksangstraditioner
Mange inuitiske folkelige lege handler også om musik, herunder snorelege, gemmelege, jonglering, rim og gåder. Et udbredt fænomen er katajjaq-traditionen, der er en vokal konkurrence mellem to kvinder, der står over for hinanden. De synger strubesang og imiterer dyrelyde og andre lyhde. Katajjaq er en leg, som ofte stopper, fordi de to kvinder bryder sammen af grin.
Ved siden af trommedans og sanglege har de grønlandske inuitter også en tradition for piseq-sange (piserk, personlige sange). Det er udtryksfulde, spirituelle, overtroiske eller fortællende sange, og de kan komponeres til trommedanse. Piseq og andre vokale traditioner ud over sanglege omfatter et antal stilarter og harmonier, som varierer efter den omgivelser, de udføres i. For eksempel bruges en dæmpet vokalharmoni både til at illustrere karakter i en fortællende sang og til personlige sange i private omgivelser. Mange sange anvender kun få egentlige ord, der blandes med lyde og stavelser som ai-ya-yainga. Inuitiske sange er strofiske og bruger som oftest seks forskellige toner; anvendelse af tekstlige og melodiske motiver er almindeligt forekommende. En sangs ordlængde og betoning afgør rimene og giver derved sangene en recitativ-lignende form.

### Europæisk musik
Med danskernes ankomst til Grønland blev nye instrumenter og europæiske musikformer populære. Det gælder for eksempel fele og harmonika samt kristne salmer. Mähriske missionærer medbragte den klassiske violin og horninstrumenter samt en tradition for egentlig instrumentalmusik. Den vigtigste medbringelse fra missionærerne var dog det flerstemmige kor, der har givet anledning til nutidige vokalgrupper som MIK. Kalattuut (dansemik) er mangeårig form for en inuitisk polka, som har givet populære sange og musikere som harmonikaspilleren Louis Andreasen. Der findes endvidere en moderne afart, der kaldes vaigat, som er tæt på countrymusik.

## Klassisk musik
Der findes komponister i europæisk klassisk musik, der har grønlandske temaer i deres musik, heriblandt Poul Rovsing Olsen og Adrian Vernon Fish. Den moderne komponist Mads Lumholdt (som også er medlem af orkesteret Northern Voices, sanger i Nowhereland og i No Offence, et vokalensemble) er blevet kendt, og hans værk Shaman, som blev uropført ved Etoiles Polaires Arctic Culture Festival 2004-05, er i 2006 nomineret til Nordisk Råds musikpris for sin blanding af traditionel grønlandsk musik med moderne stilarter og teknologi. Nordisk Råd beskriver værket således: "På denne måde søger Lumholt at lade traditionel grønlandsk kultur blive formidlet i et nutidigt kunstnerisk sprog på en sådan måde, at respekten for den oprindelige kultur på den ene side bevares og på den anden side videregives til et bredere, nutidigt publikum."
Den grønlandske nationalmelodi er "Nunarput utoqqarsuanngoravit", som oversat betyder Vort land, som er blevet så gammelt. Den har været anvendt officielt siden 1916 og er komponeret af Jonathan Petersen med tekst af Henrik Lund, der begge er grønlændere

## Populærmusik
Grønland var afskåret fra den moderne nordamerikanske og europæiske populærmusik til op midt i det 20. århundrede. Blandt de tidligste populære grupper var det lokale Nuuk Orleans Jazz Band.

### Rock
Grønlandsk rock og pop startede for alvor i 1973, da ULO udsendte albummet Sumut med orkesteret Sume. Det blev købt af cirka tyve procent af Grønlands samlede befolkning og sparkede helt alene gang i det lokale rockmiljø ved som de første at synge på grønlandsk og bruge elementer af traditionel trommedans i rocken. Sangeren Rasmus Lyberth har gjort meget for at opdatere den grønlandske musiktradition ved at optræde professionelt med musik som underholdning. Blandt de øvrige lokale optrædende kan nævnes -Inuit, Simik, G-60 og Ole Kristiansen. I 1980'erne opstod der i Grønland orkestre, der var inspireret af jamaicansk reggae og afroamerikansk funk, herunder Aalut og Zikaza. En årlig tilbagevendende begivenhed i nutidens Grønland er rockfestivalen Nipiaa, der finder sted i Aasiaat. Af de nyeste musikere kan nævnes Chilly Friday,Kishima, Nanook, Small Time Giants, Discobay Blues, Liima inui, strubesangeren Sylvia Watt-Cloutier og Karina Møller. KALAK, Siissisoq, Angu og Fiassuit er alle kendte nutidige rockbands, samt Zedna og Qulleq, som gjorde at en del yngre piger, som Julie Berthelsen, Nina Kreutzmann Jørgensen og flere blev landskendte.

### Hiphop
Fra 1984 har amerikansk hiphop været udbredt, og hiphopgruppen Nuuk Posse er en af de mest succesrige i de seneste år. Andre grønlandske hiphop-grupper/-kunstnere har efterfølgende udgivet albums. Nyere rappere som Prussic, Peand-El, Lucas, Tomba, Donmaliko og senest Jospal-G fremfører tekster, der er grovere og mere provokerende end Nuuk Posses, med kritik af det grønlandske samfund for at svigte og forsømme de unge. Der er også diverse 'undergrunds' rappere som mest kommer frem med hjemmelavede demotapes og brændte cd'er.

## Musikindustri
Det største plademærke i Grønland er Atlantic Music. Sommerens festivaler, kaldet aassivik, er blevet en vigtig brik i det moderne Grønlands kultur og er baseret på en gammel skik, der er blevet genoptaget i det 20. århundrede sammen med trommedans og andre ældre former.
Kalaallit Nunaata Radioa (Grønlands Radio) er det vigtigste medie i landet. Det er en uafhængig institution, der administreres af Grønlands Selvstyre